# Juan Valenzuela y Alcarín
Juan Valenzuela y Alcarín (Palma, 1866 - 1936) fou un farmacèutic i polític balear. Fou elegit diputat pel districte Palma a les eleccions generals espanyoles de 1910 i senador per Mallorca el 1918. També fou president del Col·legi d'Apotecaris.